# Jude Demorest
Claire Jude Demorest, född 11 mars 1992 i Detroit i Michigan, är en amerikansk skådespelare och sångare.
År 2016 gifte hon sig med musikproducenten Ammo.